# Некарвестхајм
Некарвестхајм (њем. Neckarwestheim) општина је у њемачкој савезној држави Баден-Виртемберг. Једно је од 46 општинских средишта округа Хајлброн. Према процјени из 2010. у општини је живјело 3.504 становника. Посједује регионалну шифру (AGS) 8125066.

## Географски и демографски подаци
Некарвестхајм се налази у савезној држави Баден-Виртемберг у округу Хајлброн. Општина се налази на надморској висини од 254 метра. Површина општине износи 14,0 km². У самом мјесту је, према процјени из 2010. године, живјело 3.504 становника. Просјечна густина становништва износи 251 становника/km².

## Међународна сарадња
| Мјесто | Држава    | Врста сарадње | Од    |
| ------ | --------- | ------------- | ----- |
| Сетон  | Француска | партнерство   | 1977. |
| Извор  |           |               |       |